# دکلویسترز

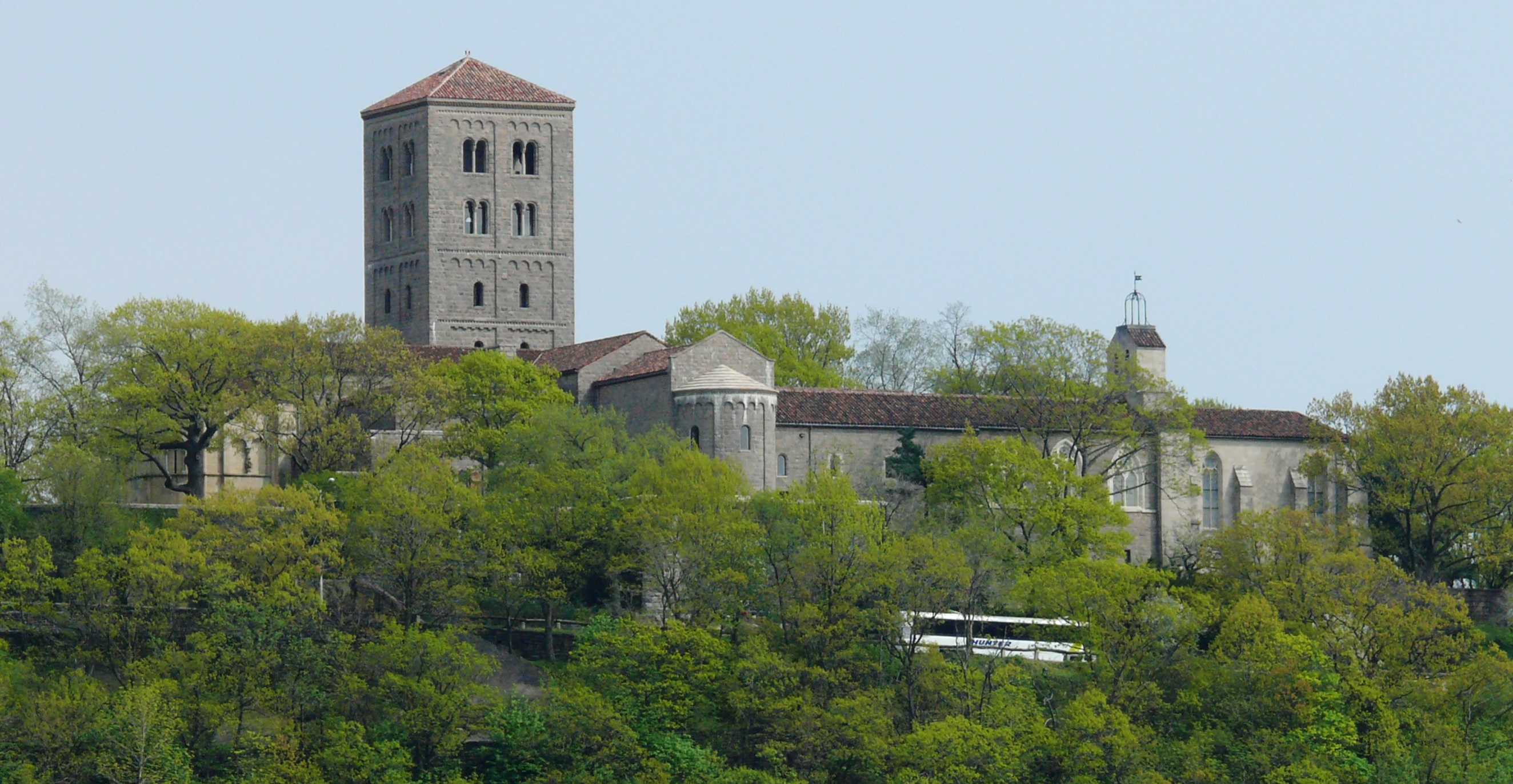
موزه دکلویسترز واقع در در پارک فورت تراین

موزه دکلویسترز (به انگلیسی: The Cloisters) در پارک فورت تراین در واشینگتن هایتس، منهتن، نیویورک خاص معماری، مجسمه‌سازی و هنرهای تزیینی قرون وسطای اروپا با تمرکز بر دوره‌های رمانسک و گوتیک است. این موزه که توسط موزه هنر متروپالیتن اداره می‌شود، دربرگیرندهٔ مجموعهٔ بزرگی از آثار هنری قرون وسطی است که در صومعه‌ها و دیرهای فرانسوی دیده می‌شوند. ساختمان‌های آن پیرامون چهار کلویستر (راهروی سرپوشیده) به نام‌های the Cuxa, Saint-Guilhem, Bonnefont و Trie—متمرکزند که جرج گری بارنارد مجسمه‌ساز و دلال هنری آمریکایی آن‌ها را خرید، بین ۱۹۳۴ و ۱۹۳۹ در اروپا اجزای آن‌ها را از هم باز کرد و به نیویورک منتقل کرد. جان دی راکفلر سرمایه‌دار و خیر آنها را برای موزه خرید. دیگر منشاهای عمده اشیا مجموعه‌های جی پی مورگن و جوزف برامر بودند.